# Walle (Bremen)
Walle (Bremen) este un sector în orașul hanseatic Bremen, Germania. 